# História do Cerco de Lisboa
História do Cerco de Lisboa é um romance histórico de José Saramago publicado em 1989 que funde duas histórias. 

## Sinopse
A primeira história é a de um revisor de livros, Raimundo Silva, que tem como trabalho verificar as correções de uma obra intitulada "História do Cerco de Lisboa". Este homem é tentado a fazer uma alteração ao texto introduzindo a palavra "não" quando existe a aceitação por parte dos cruzados de ajudarem o rei português a tomar a cidade. Assim a obra ficaria adulterada, uma vez que os cruzados passam a não ajudar o rei a tomar a cidade dos muçulmanos. 
A outra história é a narração da tomada de Lisboa aos Muçulmanos, no século XII, que o revisor acabará por recontar imaginando que os cruzados não ajudavam os portugueses. Nesta segunda história, que no livro decorre em simultâneo com a primeira, a obra assume carácter de romance histórico, mostrando Saramago a sua maestria na descrição medieval do mundo islâmico e cristão.

## Personagens

### Par amoroso contemporâneo
- Raimundo Silva - Revisor de provas tipográficas de uma editora lisboeta que vive em Lisboa. Tem mais de 50 anos, vive sozinho. Encontra-se, namora e se junta com Maria Sara.
- Maria Sara - senhora, funcionária da editora que publica História do Cerco de Lisboa, tem como responsabilidade a coordenação de todos os revisores que trabalham para a editora. É uma mulher nova, menos de 40 anos, alta, com a pele mate e os cabelos castanhos.

### Par amoroso medieval
- Mogueime - é personagem principal na narração da nova história do Cerco de Lisboa[1]. Trata-se de um soldado, "moço alto, barbado curto, de pêlo negro". Participou na reconquista de Santarém. Sofre de uma atração por Ouroana.
- Ouroana - de origens campestres, tem cabelos louros. O seu dono e senhor, cavaleiro Henrique, morre.